# Alulim

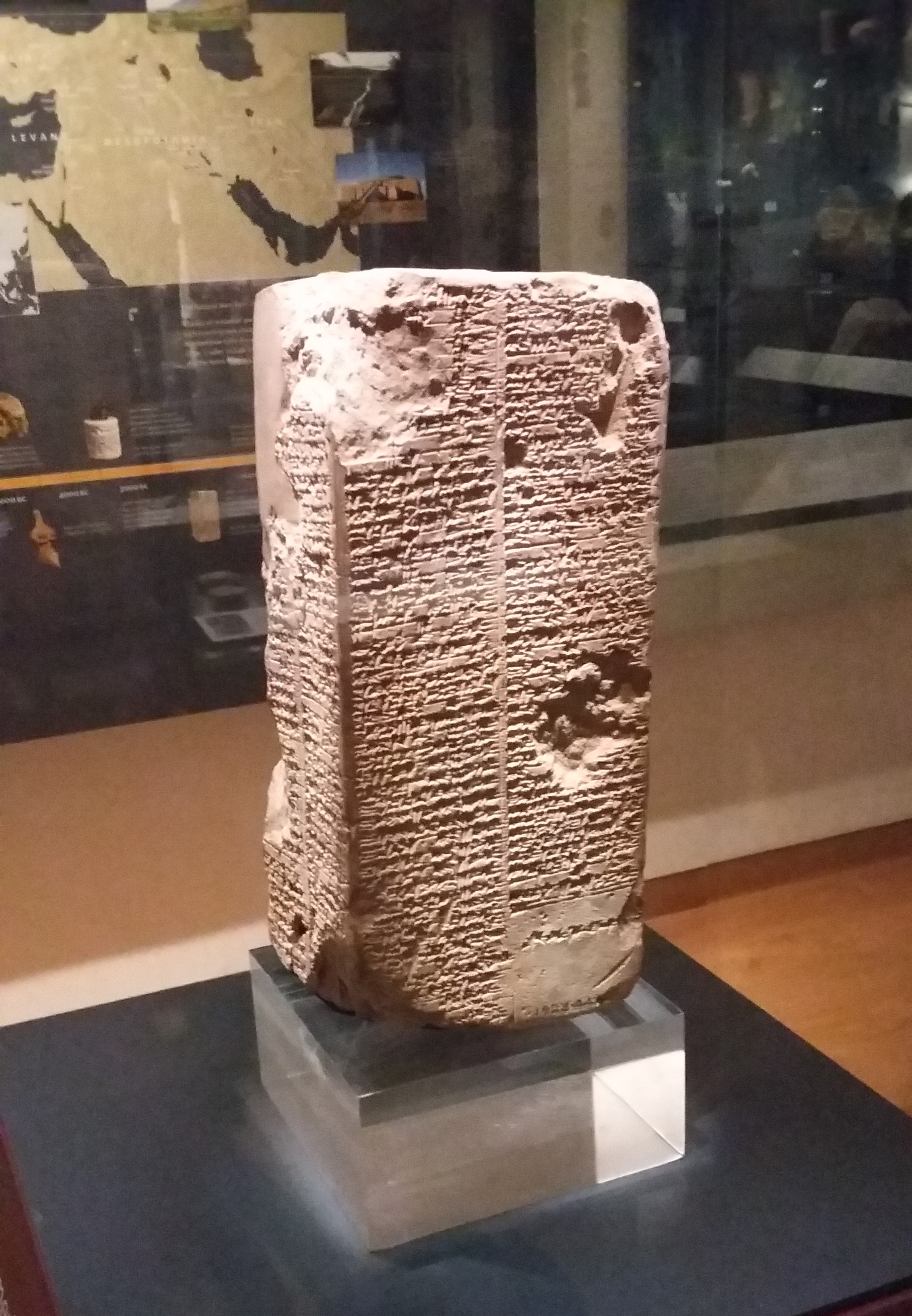
Sumeryjska lista królów (kopia WB 444) w zbiorach Ashmolean Museum w Oksfordzie

Alulim – w tradycji mezopotamskiej pierwszy z legendarnych, długowiecznych władców Sumeru, który panować miał przed potopem w mieście Eridu. Znany głównie ze wzmianki w przedpotopowej sekcji Sumeryjskiej listy królów oraz ze wzmianek w sumeryjskich listach przedpotopowych władców, które to źródła przypisują mu nienaturalnie długi okres panowania, liczący dziesiątki tysięcy lat (w zależności od źródła od 28800 do 67200 lat). Jego postać pojawia się również w na nowo zrekonstruowanej kopii Sumeryjskiego mitu o potopie (wersja z Ur). W tekstach z późniejszych okresów występuje pod imionami Alulu (m.in. w Poemacie o wczesnych władcach i w „liście apokryficznym” z Sultantepe), Ajjalu (w Uruckiej liście królów i mędrców) i Aloros (w Babyloniace Berossosa).

## Źródła

### Listy królów
Alulim wymieniany jest w dwóch kopiach Sumeryjskiej listy królów, w których zachował się fragment opisujący okres przed potopem: pierwsza z nich, kopia WB 444, zapisana na glinianym graniastosłupie (tzw. Weld-Blundell Prism), pochodzi z okresu Isin-Larsa (początek II tys. p.n.e.), natomiast druga, kopia MS 3175, zapisana na dużej, czworokątnej tabliczce, pochodzi najprawdopodobniej z okresu starobabilońskiego (XIX-XVII w. p.n.e.). Dodatkowo wzmiankowany jest on również w kilku zapisanych pismem starobabilońskim listach, które wymieniały jedynie władców przed potopem, takich jak tabliczka MS 2855, tabliczka z Karpeles Manuscript Library, tabliczka WB 62 czy tabliczka UCBC 9-1819 (na tej ostatniej zachowała się jedynie długość jego panowania). Sekcję z listą władców przedpotopowych posiadała również Babilońska kronika królewska (zwana też Kroniką dynastyczną), która podaje długość panowania tego władcy, choć imię jego samego nie zachowało się.
Zestawienie informacji o królu Alulimie z list królów:
| źródło                                             | zapis imienia      | miasto                    | miejsce na liście                                                            | długość panowania |
| -------------------------------------------------- | ------------------ | ------------------------- | ---------------------------------------------------------------------------- | ----------------- |
| kopia WB 444                                       | á-lu-lim           | Eridu                     | pierwszy z ośmiu królów, jego następcą jest Alalgar z Eridu                  | 28800 lat         |
| kopia MS 3175                                      | a-lu-lim           | Eridu                     | pierwszy z dziesięciu królów, jego następcą jest Alalgar z Eridu             | 28800 lat         |
| tabliczka MS 2855                                  | a-lu-li[m]         | Eridu                     | pierwszy z ośmiu królów, jego następcą jest Elalgar z Eridu                  | 28800 lat         |
| tabliczka z Karpeles Manuscript Library            | a-lu-lim           | Eridu                     | pierwszy z ośmiu królów, jego następcą jest Elalgar z Eridu                  | 28800 lat         |
| tabliczka WB 62                                    | [...]-lulim        | Kuara (ḪA.Aki)            | pierwszy z dziesięciu królów, jego następcą jest [A]lalgar z Kuary           | 67200 lat         |
| tabliczka UCBC 9-1819                              | (tekst uszkodzony) | Eridu                     | pierwszy z 6+x królów (tekst uszkodzony), jego następcą jest Alalgar z Eridu | 36000 lat         |
| Babilońska kronika królewska (Kronika dynastyczna) | (tekst uszkodzony) | Eridu? (tekst uszkodzony) | pierwszy z dziewięciu królów, imię jego następcy nie zachowało się           | 36000 lat         |

### Inne teksty
Postać Alulima, poza listami królów, wymieniał również Sumeryjski mit o potopie, co potwierdziła publikacja na nowo zrekonstruowanej starobabilońskiej wersji tego mitu z Ur. Zgodnie z tą wersją wielcy bogowie, po wzniesieniu pierwszych pięciu miast, wybrać mieli Alulima na „pasterza” całej ludzkości:

„An, Enlil, [Enki(?) i Ninhurs]aga,
spośród(?) tych miast Eridu ustanowili na czele,
poprowadzili(?) człowieka, który leżał(?) wśród wielkiego tłumu.
An, Enlil i Enki, ojcowie bogów,
wybrali Alulima do roli pasterza wszystkich ludzi,
Alulima imieniem jego nazwali”

Szereg tekstów z późniejszych okresów wspomina o przedpotopowym królu o imieniu Alulu, którego powszechnie identyfikuje się z Alulimem. Wzmiankowany jest on na przykład w Poemacie o wczesnych władcach (lub Balladzie o wczesnych władcach), utworze należącym do mezopotamskiej literatury mądrościowej, znanym z sumeryjskich kopii z Babilonii (ok. 1800-1600 p.n.e.), sumeryjsko-babilońskich kopii z Emar i Ugarit (XIII w. p.n.e.) oraz z sumeryjsko-babilońskiej kopii z biblioteki Aszurbanipala w Niniwie (VII w. p.n.e.). W tekście tym, mówiącym o nieuchronności śmierci, król Alulu (ma-lu-lu) wymieniany jest obok innych legendarnych władców sumeryjskich, takich jak Etana i Gilgamesz:

„Gdzież jest Alulu, król, który panował przez 36000 lat?
Gdzież jest Etana, król, który wstąpił do niebios?
Gdzież jest Gilgamesz, który szukał (wiecznego) życia jak Ziusudra?”

Ten sam „król Alulu” (LUGAL ma-lu-l[u]) wspomniany jest również w bliżej nieznanym kontekście (w powiązaniu z demonem Pazuzu?) w mocno uszkodzonym średnioasyryjskim tekście literackim z Aszur (ok. 1100-1000 p.n.e.). Z kolei o „Alulu, królu sprzed potopu” (a-lu-lu šarru šá la-mu a-bu-bu) wspomina jedno z zaklęć umieszczonych w późnobabilońskim tekście BM 45686 + 55561, zawierającym zaklęcia i rytuały mające odpędzać polne szkodniki. Alulu (ma-lu-lu) występuje również w nowoasyryjskim tekście, tzw. „liście apokryficznym” z Sultantepe, który ma formę listu napisanego przez legendarnego mędrca Adapę do pierwszego króla przed potopem. 
Z jeszcze późniejszego okresu, z czasów panowania Seleucydów (III-I w. p.n.e.), pochodzi tekst znany pod nazwą Uruckiej listy królów i mędrców, który zawiera sekcję poświęconą przedpotopowym władcom i mędrcom. Pierwszym spośród siedmiu władców wymienionych w tej sekcji jest Ajjalu, którego mędrcem miał być U-An. Lista przedpotopowych władców znajdowała się również w napisanym w języku greckim dziele Babyloniaka Berossosa (przełom IV/III w. p.n.e.) - liczyła ona dziesięciu władców, z których pierwszy miał na imię Aloros.

## Imię
Najczęściej spotykanym zapisem imienia tego władcy jest sumeryjska forma a-lu-lim (), którą podaje kopia MS 3175, tabliczka MS 2855 i tabliczka z Karpeles Manuscript Library. W tej formie imię to znaczy najprawdopodobniej „Nasienie jelenia” (a/e4 „nasienie” + lu-lim/lulim „jeleń”). Z kolei występującą tylko w kopii WB 444 sumeryjską formę á-lu-lim tłumaczyć najprawdopodobniej należy jako „Róg jelenia” (á „róg” + lu-lim/lulim „jeleń”). W swej rekonstrukcji wersji Sumeryjskiego mitu o potopie z Ur Jeremiah Peterson odczytuje imię tego władcy jako a-lulimx(GÌR), zaznaczając, iż odczyt ten nie jest pewny. Z czasem, pod wpływem języka akadyjskiego, sumeryjskie Alulim przeszło najprawdopodobniej w akadyjskie Alulu (zapisywane (m)a-lu-lu), potwierdzone w Poemacie o wczesnych władcach, tekście BM 45686 + 55561, „liście apokryficznym” z Sultantepe i w tekście literackim z Aszur. Z kolei akadyjskie imię Ajjalu z Uruckiej listy królów i mędrców (zapisane ma-a-lu) jest bezpośrednim nawiązaniem do tłumaczenia form sumeryjskich, gdyż w języku akadyjskim słowo ajjalu oznacza jelenia. U Berossosa sumeryjskie Alulim przekształciło się w greckie Ἄλωρος (Aloros).

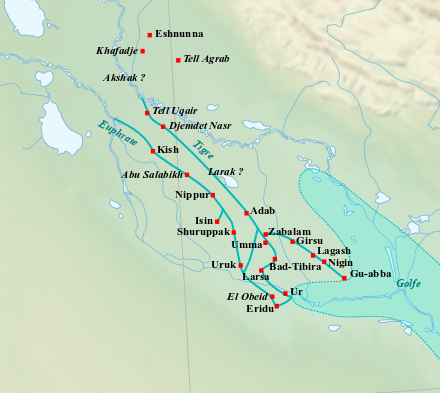
Mapa południowej Mezopotamii z zaznaczonym położeniem Eridu i innych najważniejszych miast Sumeru w okresie wczesnodynastycznym (ok. 2900-2350 p.n.e.)

## Miasto
Niemal wszystkie zachowane źródła zgodne są co do tego, że Alulim sprawować miał władzę nad Sumerem ze swej stolicy w Eridu (kopia WB 444, kopia MS 3175, tabliczka MS 2855, tabliczka z Karpeles Manuscript Library, tabliczka UCBC 9-1819). Wyjątkiem jest tabliczka WB 62, zgodnie z którą stolicą Alulima miało być sumeryjskie miasto Kuara, które leżało w pobliżu Eridu. W o wiele późniejszym przekazie Berossosa pierwszy przedpotopowy władca Aloros nazywany jest anachronicznie „Chaldejczykiem” i „pierwszym królem w Babilonie”.
W mezopotamskiej przedpotopowej tradycji Eridu odgrywało szczególnie ważną rolę. Zgodnie z przedpotopową sekcją Sumeryjskiej listy królów miało ono być pierwszym sumeryjskim miastem do którego zstąpiła z niebios władza królewska. Z kolei Sumeryjski mit o potopie czyni Eridu pierwszym spośród pięciu miast wzniesionych w Sumerze przed potopem. Z Eridu powiązani też byli legendarni mędrcy, którzy - zgodnie z późną tradycją - mieli żyć w tych samych czasach co władcy przed potopem.

## Miejsce na liście
Wszystkie zachowane źródła zgodnie podają, że Alulim był pierwszym z przedpotopowych władców i że jego następcą był Alalgar (Elalgar). W Uruckiej liście królów i mędrców pierwszym przedpotopowym władcą jest Ajjalu, po którym wymieniany jest Alalgar. U Berossosa pierwszymi królami przed potopem są Aloros i jego następca Alaparos.

## Długość panowania
Zachowane listy królów nie są zgodne co do długości panowania Alulima. Kopia WB 444, kopia MS 3175, tabliczka MS 2855 i tabliczka z Karpeles Manuscript Library podają 28800 (8x šár = 8x „3600”) lat. Według tabliczki UCBC 9-1819 i Babilońskiej kroniki królewskiej panować miał on przez 36000 (1x šár-u = 1x „36000”) lat. Z kolei tabliczka WB 62 podaje 67200 (1x šár-u + 8x šár + 4x ĝeš-u = 1x „36000” + 8x „3600” + 4x „600”) lat. Późniejszy Poemat o wczesnych władcach przypisuje królowi Alulu 36000 lat rządów, co zgadza się z jeszcze późniejszym przekazem Berossosa, zgodnie z którym Aloros rządzić miał przez 36000 (10 saroi = 10x „3600”) lat. 
Przedstawione w powyższych źródłach liczby często uważane są za symboliczne. Niektórzy uczeni podejmują próby ustalenia 
„rzeczywistej” długości panowania władców przedpotopowych dzieląc te liczby np. przez 1600 (Steiner) czy też przez 3600 (Harrison).

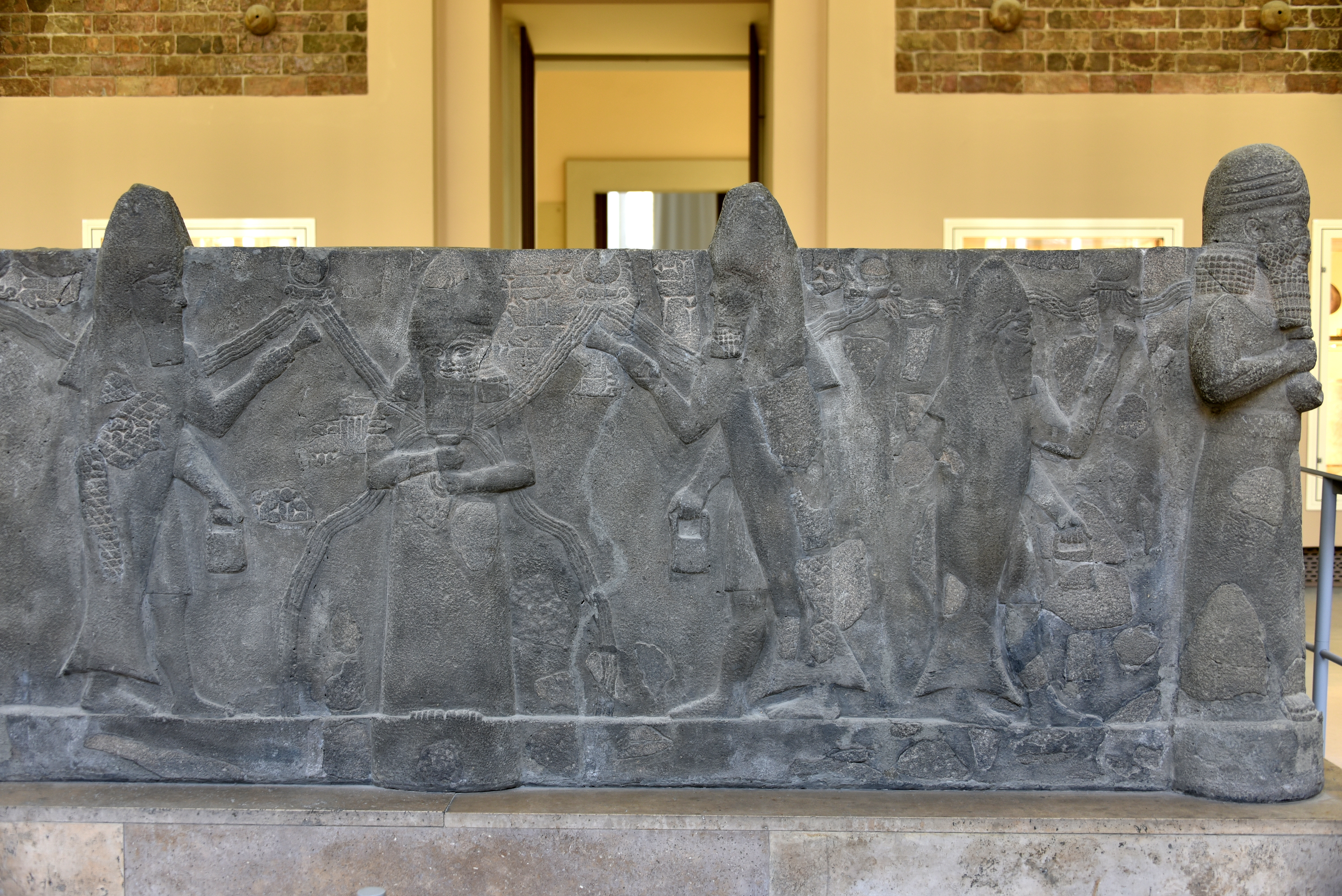
Bóg Ea w otoczeniu legendarnych mędrców (apkallū) odzianych w rybie stroje; fragment bazaltowego basenu kultowego z Aszur; czasy panowania Sennacheryba; zbiory Muzeum Pergamońskiego w Berlinie

| źródła                                                                                     | długość panowania Alulima w źródłach (w latach) | „rzeczywista” długość panowania Alulima w oparciu o teorię Steinera (w latach) | „rzeczywista” długość panowania Alulima w oparciu o teorię Harrisona (w latach) |
| ------------------------------------------------------------------------------------------ | ----------------------------------------------- | ------------------------------------------------------------------------------ | ------------------------------------------------------------------------------- |
| kopia WB 444, kopia MS 3175, tabliczka MS 2855, tabliczka z Karpeles Manuscript Library    | 28800                                           | 18                                                                             | 8                                                                               |
| tabliczka UCBC 9-1819, Babilońska kronika królewska, Poemat o wczesnych władcach, Berossos | 36000                                           | 22,5                                                                           | 10                                                                              |
| tabliczka WB 62                                                                            | 67200                                           | 42                                                                             | 18,6                                                                            |

## Związek z mędrcem Adapą/U-Anem (Oannesem)
Najprawdopodobniej w okresie nowoasyryjskim pojawiła i rozpowszechniła się w Mezopotamii zupełnie nowa tradycja, w której połączono ze sobą odrębne do tej pory tradycje związane z królami przedpotopowymi i legendarnymi mędrcami. Pierwszym bezpośrednim dowodem na połączenie obu tych tradycji jest „list apokryficzny” z Sultantepe, w którym legendarny mędrzec Adapa powiązany został z Alulu, pierwszym królem przed potopem, a cały tekst ma formę listu skierowanego przez Adapę do Alulu, zaczynającego się od słów: „Mów do Alulu, tak rzecze Adapa, mędrzec” (a-na ma-lu-lu qí-bi-ma um-ma ma-da-pa ap-kal-um-ma). W okresie hellenistycznym połączenie obu tradycji zostało usystematyzowane poprzez przypisanie każdego z siedmiu legendarnych mędrców do pierwszych siedmiu przedpotopowych królów. Odzwierciedlenie tej nowej tradycji znaleźć można w Uruckiej liście królów i mędrców, w której np. pierwszemu władcy Ajjalu przypisany został jako doradca mędrzec (apkallu) o imieniu U-An (mu4-d60). Postać U-Ana wzmiankowana jest w kilku innych źródłach klinowych, m.in. w jednym z zaklęć serii bīt mēseri, gdzie przedstawiany jest on jako pierwszy z siedmiu legendarnych mędrców. Z U-Anem utożsamiać najprawdopodobniej należy Adapę z „listu apokryficznego” z Sultantepe, gdyż w dwóch przypadkach U-An występuje również pod imieniem Uan(na)-Adapa, przy czym słowo „Adapa” („mądry”?) rozumiane jest tu jako jego przydomek. Wielu uczonych identyfikuje też z U-Anem postać Oannesa, człowieka-ryby i nauczyciela ludzkości wspomnianego w Babyloniace Berossosa.

## Inne nawiązania
Możliwa wzmianka o Alulimie znajdować się może w zachowanym tylko częściowo liście astrologa Aszaridu Młodszego (Ašarîdu qaṭnu) do asyryjskiego króla, najprawdopodobniej Aszurbanipala. List ten, będący raportem na temat zaćmienia księżyca, zaraz przed miejscem złamania tabliczki kończy się słowami: „Niechaj bogowie Bel i Nabu obdarzą [króla], mego pana latami Alu[...]”. A. Leo Oppenheim rekonstruuje ostatnie słowa jako šanâtemeš šá mA-lu-[lim] („latami Alulima”), wychodząc z założenia, że autor listu miał tu na myśli Alulima, pierwszego przedpotopowego władcę z Sumeryjskiej listy królów. Całe zdanie byłoby więc rodzajem wyszukanego komplementu, w którym autor życzyłby królowi, aby ten panował tak długo jak legendarny Alulim. 